# Ugny
Ugny ist eine französische Gemeinde mit 695 Einwohnern (Stand 1. Januar 2022) im Département Meurthe-et-Moselle in der Region Grand Est (bis 2015 Lothringen). Sie gehört zum Arrondissement Val-de-Briey und ist Mitglied im Gemeindeverband Grand Longwy Agglomération.

## Geografie
Ugny liegt etwa acht Kilometer von der Grenze zu Belgien entfernt und etwa 30 Kilometer nordnordwestlich von Val de Briey. Umgeben wird Ugny von den Nachbargemeinden Cons-la-Grandville im Norden, Cutry im Nordosten, Chenières im Osten, Baslieux im Südosten, Doncourt-lès-Longuyon im Süden, Beuveille im Südwesten sowie Montigny-sur-Chiers im Westen.

## Geschichte
Bereits zu gallo-römischer Zeit gab es hier Siedlungen.
Während des Ersten Weltkriegs waren von 1915 bis 1918 in Pierrepont das Lazarett und der Friedhof, im Walde von Doncourt der Übungsplatz und in Beuveille die Mannschaftsquartiere des Rohrschen Sturm- und Lehr-Bataillons. In Ugny befand sich die Artillerie des Rohrschen Bataillons.

### Bevölkerungsentwicklung
| Jahr      | 1962 | 1968 | 1975 | 1982 | 1990 | 1999 | 2009 | 2019 |
| Einwohner | 353  | 368  | 420  | 465  | 418  | 444  | 720  | 690  |

## Sehenswürdigkeiten
- Die Pfarrkirche Saint-Georges von 1752 birgt zahlreiche Ausstattungsgegenstände, die in der Base Palissy gelistet sind, darunter eine große Anzahl, die als Monument historique der beweglichen Objekte klassifiziert oder eingeschrieben sind.
- Die Kapelle Saint-Georges in Praucourt wurde 1817 errichtet
- Festungen der Maginot-Linie

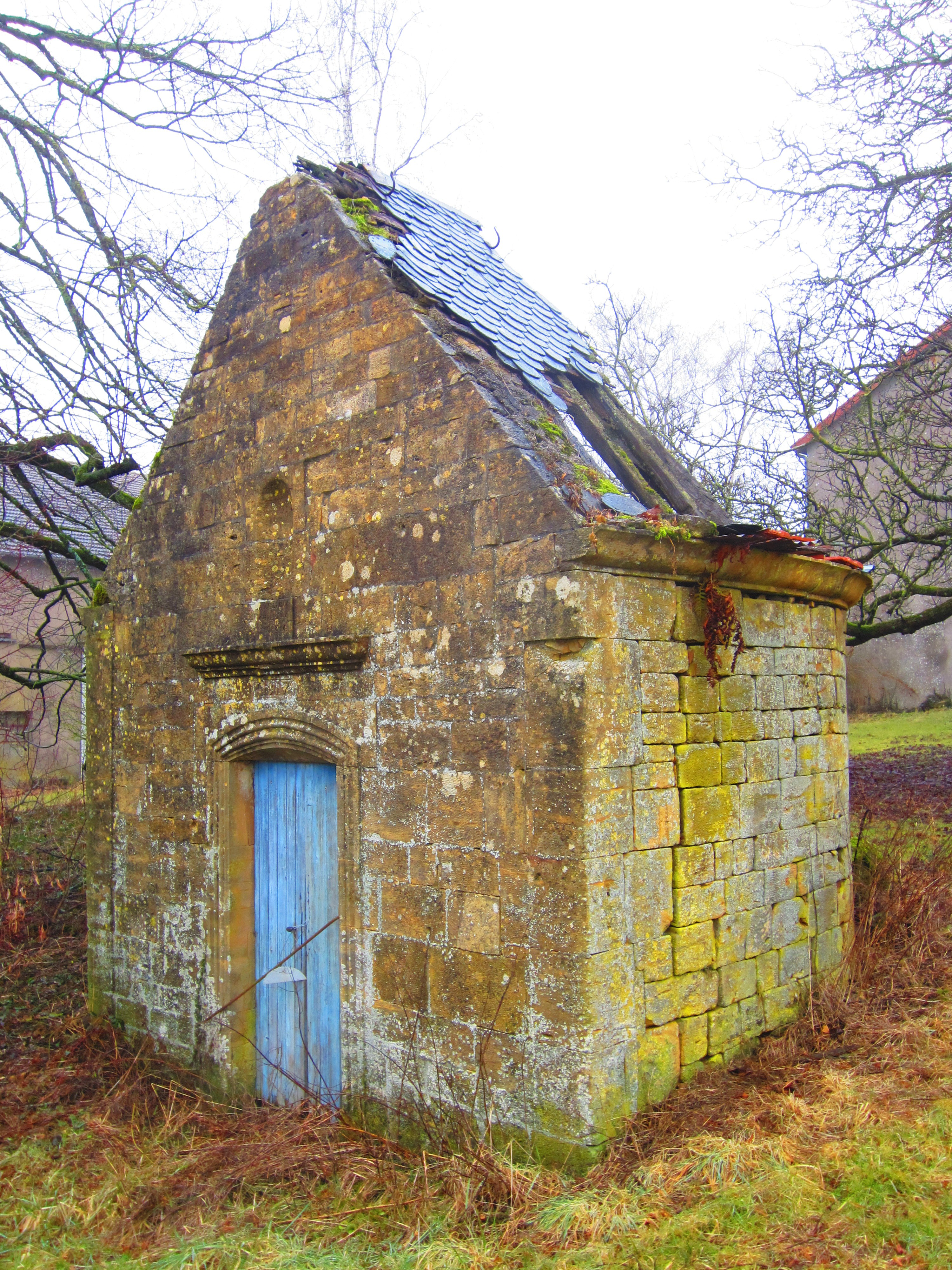
Kapelle Saint-Georges
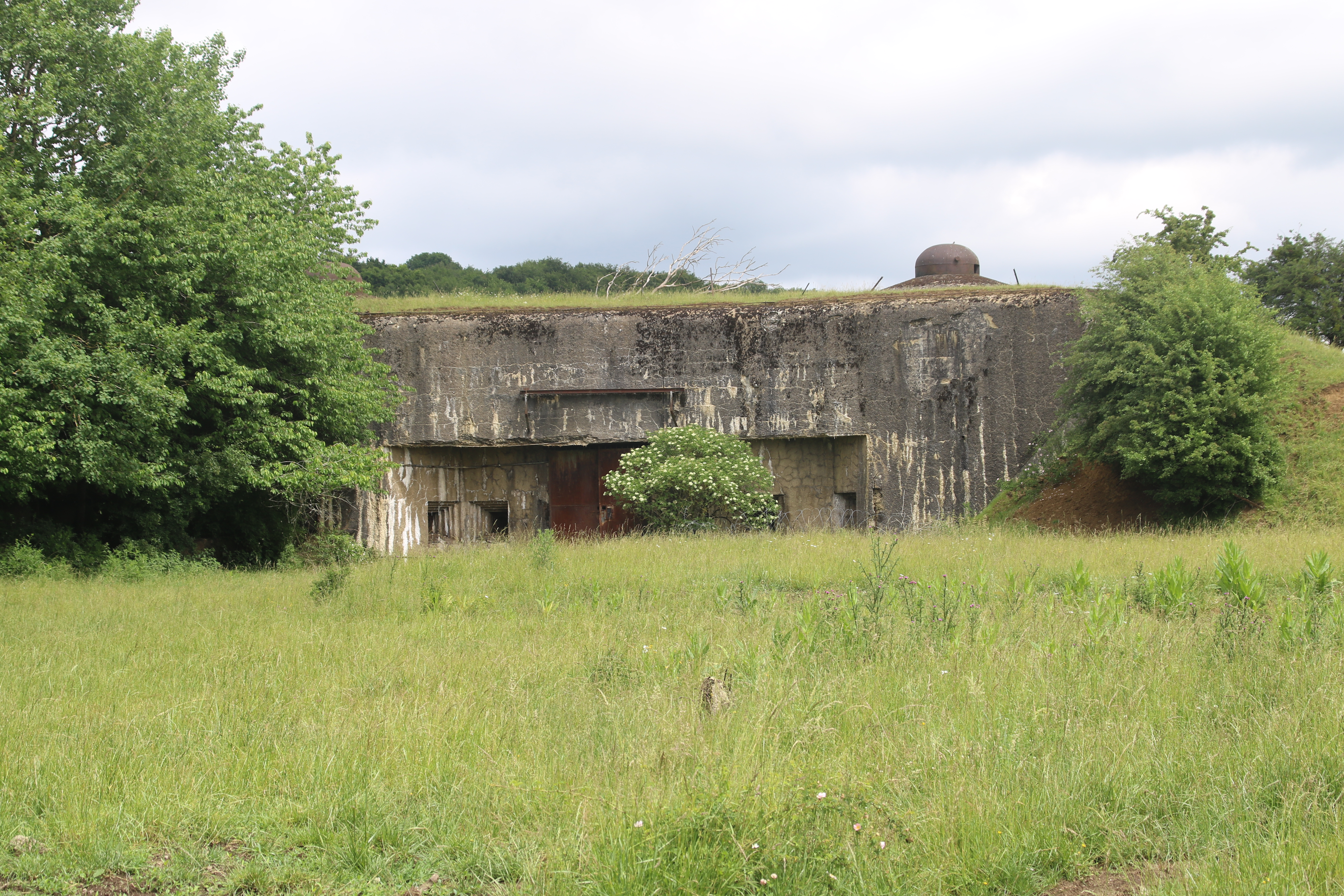
Teil der Maginot-Linie (Ouvrage de Latiremont)